# غدد سطح مری
غدد سطح مری(به انگلیسی: Esophageal gland) به مجموعه غددی که بر روی مری وجود دارند،غدد سطح مری می گویند این غدد جزء غدد برون ریز اولیه به‌شمار می آیند.این غدد به شکل خوشه‌ای ترکیبی هستند.غدد سطح مری مخاط(موکوس) ترشح می‌کنند که به حرکت روان تر غذا در مری و همچنین کشتن برخی باکتری‌ها کمک می‌کند .البته این مخاط‌ها مثل مخاط معده نیستند و در مقابل ریفلاکس معده به دلیل عدم ترشح و تولید بی کربنات دوام نمی‌آورند و به تدریج آسیب می بینند.
غدد مری به صورت کلی به ترشح موسین برای تولید ماده می پردازند. مری آنزیم ترشح نمی کند.